# 戴维·温伯格
戴维·温伯格（英語：David Weinberg，1952年3月2日—），美国男子赛艇运动员。他曾代表美国参加世界赛艇锦标赛，获得一枚金牌。他也参加了1976年夏季奥林匹克运动会。